# Chīchak
Chīchak (persiska: چیچک) är en ort i Iran.   Den ligger i provinsen Västazarbaijan, i den nordvästra delen av landet, 600 km väster om huvudstaden Teheran. Chīchak ligger 1 461 meter över havet och antalet invånare är 706.
Terrängen runt Chīchak är kuperad norrut, men söderut är den platt.Runt Chīchak är det ganska tätbefolkat, med 83 invånare per kvadratkilometer. Närmaste större samhälle är Salmās, 7,8 km söder om Chīchak. Trakten runt Chīchak består i huvudsak av gräsmarker.